# Formatge blanquet
El formatge blanquet, també conegut com a formatge de cabra d'Alacant, és una varietat de formatge típica de les Muntanyes d'Alacant, al País Valencià, i que pot tenir una maduració lleugera, tot i que habitualment es consumeix fresc. Està protegit amb una marca de qualitat des del 23 de desembre de 2008.

## Característiques
Aquest formatge està elaborat amb llet de cabra, i té forma de disc amb les vores ratllats a causa del motlle d'espart en què s'elaboraven i que ara imiten els nous motlles metàl·lics. Té uns 15 centímetres de diàmetre i un pes de mig quilogram aproximadament. És de color blanc, i sabor dolç, poc salat. No té amb prou feines escorça sent aquesta la pròpia massa del formatge endurida. Es consumeix conservat en salmorra o tendre després de salar i un breu període d'oreig.